# Rożnów (Klein-Polen)
Rożnów is een plaats in het Poolse district Nowosądecki, woiwodschap Klein-Polen. De plaats maakt deel uit van de gemeente Gródek nad Dunajcem en telt 1700 inwoners.